# ネットマネー

## NET MONEY（ネットマネー）
NET MONEY（ネットマネー）は、日本の個人向け金融情報に特化したWebメディア。2006年に月刊誌として創刊され、2017年に休刊。その後Webメディアとして再編され、2025年現在は株式会社FUNDiT・株式会社ZUU・株式会社Macbee Planetの合弁会社である株式会社NET MONEYが運営している。

## 運営会社と沿革
NET MONEY（ネットマネー）は、2006年3月に廣済堂出版より月刊投資情報誌として創刊された。主に個人投資家を対象とし、証券、投資信託、株式、FX（外国為替証拠金取引）などを扱っていた。発行元は2008年に暁教育図書と統合し廣済堂あかつきとなり、2010年にはフジサンケイグループ傘下の産経新聞出版に移管された。2017年11月号をもって雑誌は休刊した。
2018年、フィンテック企業である株式会社ZUUがNET MONEYブランドを引き継ぎ、Webメディアとしての運営を開始した。ZUUは東証グロース市場上場企業（証券コード：4387）であり、同社が展開するZUU online等の金融メディア事業の一環として、NET MONEYは個人向けの金融サービス比較・解説サイトとして再構築された。
2024年11月、ZUUは送客メディア事業を分割し、新設した子会社の株式を株式会社FUNDiT（出資比率67%）、ZUU（30%）、株式会社Macbee Planet（3%）に譲渡。これにより、3社による合弁会社として株式会社NET MONEYが設立され、2025年1月より運営を開始した。本合弁により、ZUUの編集体制、Macbee Planetのデータ活用、FUNDiTの経営支援力を統合する新体制となっている。

## コンテンツと編集体制
NET MONEY（ネットマネー）は、個人投資家や生活者に向けた次のようなコンテンツを提供している：
- 証券会社・ネット証券の手数料・取扱銘柄・キャンペーン比較
- FX・CFD業者のスプレッドや通貨ペア、取引ツールの比較
- クレジットカードやカードローンの審査難易度、還元率、特典比較
- 仮想通貨（暗号資産）取引所の取扱通貨・手数料・信頼性評価
- 保険、債務整理、投資信託、NISA・iDeCo制度の解説

比較記事は、手数料体系・ユーザー満足度・口コミ・キャンペーン・利便性など複数の観点から独自にスコアリングされ、ファイナンシャルプランナーや金融系専門家による監修や取材協力もある。
また、業界関係者や企業経営者へのインタビュー記事も多く掲載されており、以下のような事例がある：
- 松本大氏（マネックスグループ CEO）
- 楠雄治氏（楽天証券 社長）

## ビジネスモデル
NET MONEY（ネットマネー）は成果報酬型のアフィリエイトを主な収益モデルとし、サイト経由で証券口座開設、クレジットカード発行、ローン契約などが行われた際に、金融機関等の提携先から報酬を受け取る仕組みである。
2024年度にはこの仕組みにより年間売上5.21億円を記録しており、累計実績として証券口座開設60万件超、クレジットカード発行70万件超を達成した。
なお、タイアップ記事や広告掲載については編集ポリシーにて「PR」表示を明示し、ランキングなどの編集判断とは分離されている。

## ユーザー数と影響力
NET MONEY（ネットマネー）は検索エンジン経由での集客を主軸としたSEOメディアであり、月間ユニークユーザー（UU）は最大157万を記録している。
読者は20代〜50代の投資初心者や金融関心層を中心とし、「証券会社 おすすめ」「カードローン 比較」などの検索ワードで上位に表示される記事が多い。コンテンツの網羅性と専門性の両立を図る構成が特徴である。

## 外部評価・連携
- 2020年・2021年に株式会社ZUU名義でアクセストレードアワードの金融部門およびFintech部門で受賞[2]。
- 学生投資連合USICとの取材連携では、「学生投資家の実態と将来像」をテーマにしたインタビュー記事を展開[3]。
- 大学投資サークルやNPO法人、証券会社との協働なども行い、金融教育の一助として社会的機能を果たしている。